# Salim al-Huss
Salim Ahmad al-Huss, Selim Ahmed al-Hoss (arab. سليم أحمد الحص, ur. 20 grudnia 1929 w Bejrucie, zm. 25 sierpnia 2024) – libański polityk, dwukrotnie pełniący obowiązki prezydenta Libanu (1988–1989 i 1989), trzykrotny premier (1976–1980, 1987–1990, 1998–2000), wieloletni deputowany do Zgromadzenia Narodowego.